# Происхождение и эволюция Миранды

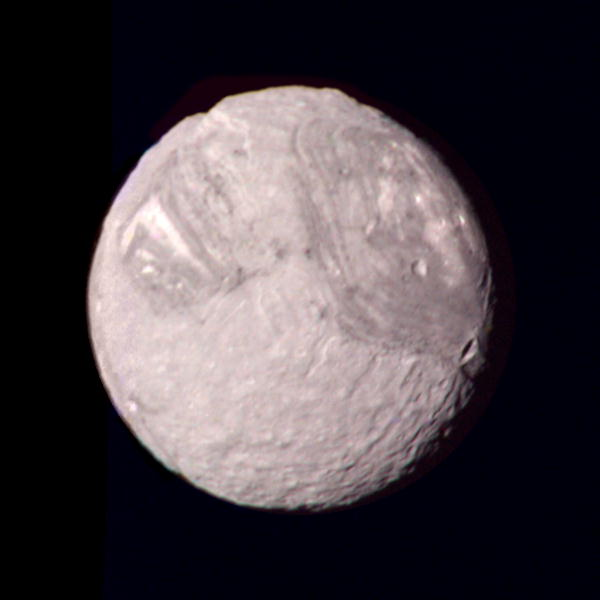
Миранда в натуральном цвете

Происхождение и эволюция Миранды, одного из спутников Урана, содержит множество геологических событий. Научным сообществом предложено несколько версий её формирования и геологической эволюции. Одна из версий заключается в том, что Миранда образовалась из газопылевой туманности или аккреционного диска вокруг Урана. Этот диск либо существовал со времён формирования планеты, либо образовался при огромном импактном воздействии, которое, скорее всего, стало причиной очень большого наклона оси вращения Урана.
Между тем, на этом спутнике есть детали, возраст которых очень мал по сравнению с возрастом самой Миранды. По-видимому, возраст самых молодых геологических образований Миранды составляет всего несколько сотен миллионов лет. Моделирование термической истории небольших (размера Миранды) спутников предсказывает скорое охлаждение и полное отсутствие геологической эволюции после аккреции спутника из туманности. Геологическая активность в течение столь длинного времени не может быть объяснена ни энергией от начальной аккреции, ни энергией деления радиоактивных элементов.
Миранда по сравнению с остальными спутниками Урана имеет самую молодую поверхность. Это указывает на то, что поверхность Миранды недавно претерпела значительные изменения. Нынешнее её состояние объясняется её сложной геологической историей, в которой имели место редкие сочетания различных астрономических явлений. Среди этих явлений могли быть и приливные силы, и явления орбитальных резонансов, и процессы частичной дифференциации или конвекции.
Геологическая структура поверхности, состоящей из различных областей, может быть результатом того, что Миранда была разбита на части при катастрофическом столкновении с другим небесным телом, а затем заново собралась из кусков под действием силы гравитации. Некоторые ученые строят предположения даже о нескольких этапах столкновений (повторной аккреции) спутника. Данная гипотеза была отвергнута в 2011 году в пользу гипотезы, связанной с приливными силами Урана. Эти силы могли вытянуть и снять поверхностную материю на коронах Инвернесс и Арден, создав крутые разломы. Источником энергии для таких изменений могла служить только гравитация Урана.
Наиболее старые из известных областей Миранды — усеянные кратерами равнины регионов Сицилия и Эфес. Формирование этих областей произошло после аккреции и последующего охлаждения спутника. В наиболее древних кратерах поверхность частично покрыта материалом из недр спутника, что в литературе носит название «эндогенного выравнивания». Тот факт, что на этом небольшом спутнике после его образования оказались очевидные следы эндогенной реструктуризации, стал полной неожиданностью. Геологические новообразования Миранды показывают воздействие одного источника энергии, изначально обильно берущего эту энергию поэтапно с аккреции светила. Наиболее приемлемым объяснением источника энергии для спутника является то же, которое несколькими годами ранее объяснило вулканизм на Ио: приливные силы, создаваемые Ураном, и, как следствие, орбитальный резонанс Миранды.
После первого периода, связанного с геологическим формированием спутника, Миранда пережила период охлаждения, которое привело к общему расширению ядра и, как следствие, к образованию поверхностных трещин, которые раздробили мантию на грабены. Вполне возможно, что построение таких спутников, как Миранда, Ариэль и Умбриэль образовали несколько пар, вступающих в орбитальный резонанс: Миранда—Ариэль, Ариэль—Умбриэль, Умбриэль—Миранда. Однако, в отличие от наблюдаемого спутника Юпитера Ио, явление орбитального резонанса между Мирандой и Ариэлем не смогло привести к стабильному захвату малого спутника. Вместо захвата, орбитальный резонанс Миранды с Ариэлем и Умбриэлем привел к увеличению её эксцентриситета и наклону орбиты. В связи с постепенным уходом от орбитального резонанса на Миранде чередовались фазы нагрева и охлаждения. Таким образом, все известные грабены не были образованы в течение этого второго периода.

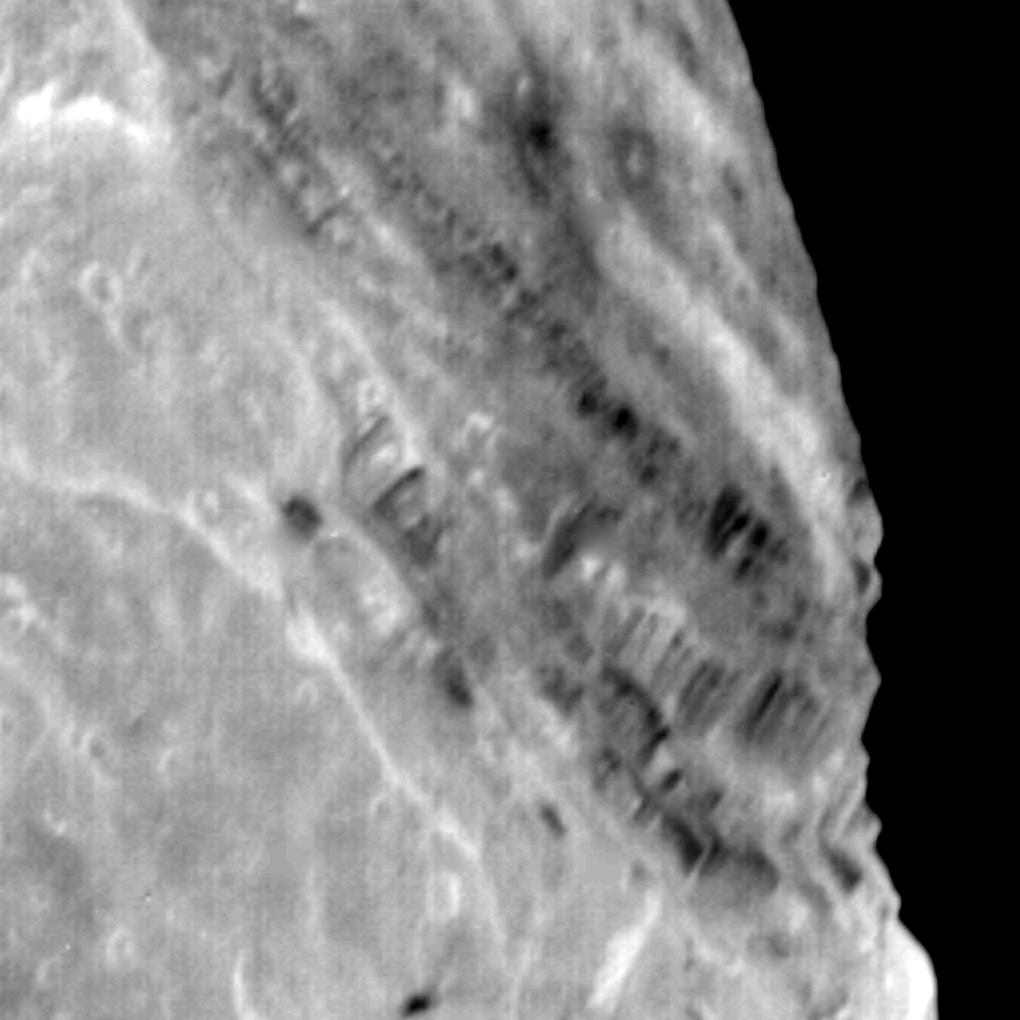
Разломы, возвышенности и другие особенности короны Арден.

Третий основной геологический период произошёл вследствие сдвига орбиты Миранды, после которого образовались короны Эльсинор и Арден. Во вновь образовавшихся коронах мог присутствовать своеобразный вулканизм, состоящий из расплавленной массы поверхностного твердого материала. По одной из версий формирования, данные короны могут являться продуктом диапира, который был сформирован в ядре. В этом периоде наблюдается частичное дифференцирование Миранды. Учитывая размер и положение корон Эльсинор и Арден, можно предположить, что их возникновение способствовало изменению момента инерции спутника и могло спровоцировать сдвиг Миранды на 90°. Сомнение вызывает одновременное формирование этих двух образований. Вполне вероятно, что спутник изменился так, что его асферический эксцентриситет временно втягивался в хаотическое вращение: например, наблюдается у Гипериона. Если бы орбитальная переориентация Миранды произошла раньше формирования на поверхности этих двух корон, то корона Эльсинор была бы старше короны Арден. Явления хаотического движения, порожденные резонансом 3:1 между орбитами Миранды и Умбриэля, могли способствовать росту орбитального наклона выше 3°.

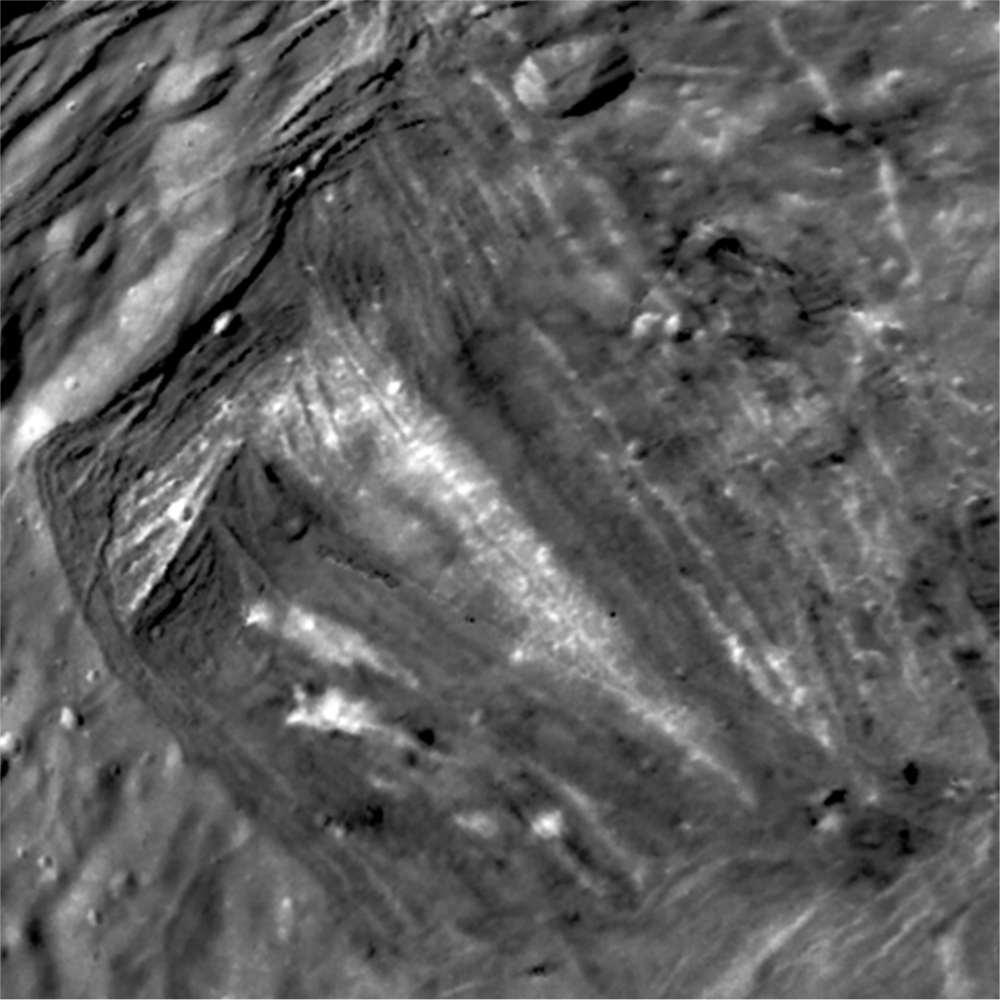
Корона Инвернесс — самая «молодая» корона на изученной поверхности Миранды.

В последнем периоде геологического формирования Миранды образовалась корона Инвернесс, которая, вероятно, была создана поверхностным натяжением, приведшим к образованию таких грабенов, как Верона и Алжир. После нового охлаждения Миранды объём её поверхности мог увеличиться на 4%. Вполне вероятно, что эти периоды геологического формирования поверхности Миранды происходили беспрерывно.
В конечном счете, формирование поверхности Миранды могло длиться более 3 миллионов лет. Оно началось примерно 3,5 миллиардов лет назад с появления сильнократерированных районов и закончилось около сотни миллионов лет назад образованием корон.

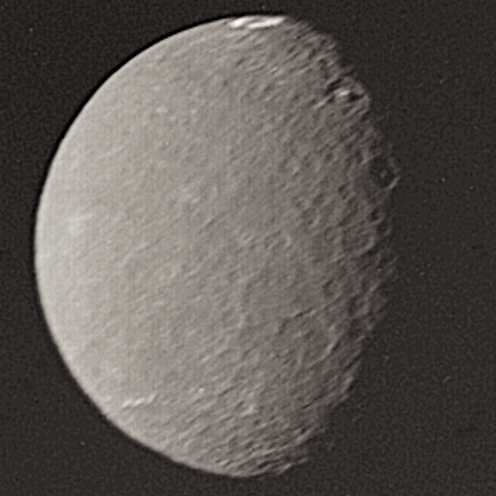
Спутник Урана — Умбриэль, который мог значительно повлиять на формирование Миранды.

Явления орбитальных резонансов, в большей степени с Умбриэлем, чем с Ариэлем, оказали значительное влияние на эксцентриситет орбиты Миранды. Данные явления также внесли свой вклад во внутренний разогрев и геологическую активность спутника. Их совокупность привела к конвекции в единый субстрат и положила начало планетарной дифференциации. В то же время эти явления слабо изменили бы орбиты других, более массивных, по сравнению с Мирандой, спутников. Между тем, поверхность Миранды может показаться достаточно искорёженным, чтобы являться единственным сильно затронутым орбитальным резонансом продуктом.
После того, как Миранда ушла от резонанса с Умбриэлем, её орбита приобрела аномально высокий наклон, а эксцентриситет уменьшился. После этого приливные силы изменили эксцентриситет и температуру в ядре спутника, что позволило вернуть сферическую форму, сохранив при этом некоторые геологические образования, такие как Верона Рупес. Эксцентриситет был источником приливных сил и его уменьшение привело к затуханию источника энергии, которая влияла на геологическую активность Миранды. Это привело к тому, что Миранда стала холодным инертным спутником.